# 마이어 판덴베르흐 미술관
마이어 판덴베르흐 미술관(프랑스어: Musée Mayer van den Bergh, 네덜란드어: Museum Fritz Mayer van den Bergh)은 벨기에 안트베르펜에 있는 미술관이다. 